# Bún mắng, cháo chửi
Bún mắng, cháo chửi (hay còn gọi với các tên khác là phở chửi, bún quát, ốc lắm mồm) là một hành vi cư xử được xem là thiếu lịch sự trong kinh doanh buôn bán ảnh hưởng lớn đến nét văn hóa ở Hà Nội. Người bán, chủ yếu hàng ăn có thái độ phục vụ không lịch sự như chửi tục, mắng, nói kích với khách mua hàng. Điều đặc biệt là việc này có sự đồng thuận của khách hàng, vì họ cho rằng miếng ăn là miếng nhục, cố gắng nhẫn nhịn vì người bán thường bán đồ ăn ngon hay nhẫn nhịn ăn được mới chứng tỏ bản thân. Do đó, nhiều hàng quán mắng chửi khách hàng vẫn đắt khách và làm ăn phát đạt trái với lẽ thường. Theo nhiều báo điện tử đưa tin, hiện tượng bún mắng, cháo chửi là một dạng kết hợp giữa hành vi cư xử tệ hại của người bán hàng và sự đồng lõa của khách hàng.
Nhiều người dân miền Nam Việt Nam ra thăm Hà Nội cảm thấy rất ngạc nhiên. Tuy nhiên, theo nhiều người bán hàng, vì khách quá đông nên họ mới gắt gỏng, mắng chửi. Theo một số người, hiện tượng này cũng xuất hiện tại Thành phố Hồ Chí Minh.